# Curtis Brown
Curtis Lee “Curt” Brown (Elizabethtown, 11 maart 1956) is een voormalig Amerikaans ruimtevaarder. Brown zijn eerste ruimtevlucht was STS-47 met de spaceshuttle Endeavour en vond plaats op 12 september 1992. Tijdens de missie werden verschillende experimenten uitgevoerd in de Spacelab module.
Brown maakte deel uit van NASA Astronaut Group 12. Deze groep van 15 astronauten begon hun training in juni 1987 en werden in augustus 1988 astronaut. In totaal heeft Brown zes ruimtevluchten op zijn naam staan.